# PlayStation (computerserie)
PlayStation (Japans: プレイステーション Hepburn: Pureisutēshon, officieel afgekort als PS) is een serie van spelcomputers gemaakt door Sony Interactive Entertainment, dat eigenaar is van de merknaam. Het merk werd op 3 december 1994 geïntroduceerd in Japan met de lancering van de originele PlayStation. Het bestaat anno 2022 uit vijf spelcomputers, evenals een media center, een online dienst, een reeks aan controllers, twee draagbare spelcomputers en verschillende tijdschriften. 
De PlayStation bleek met het uitbrengen van de eerste modellen een baanbrekende innovatie op de jonge markt voor spelcomputers. Op 3 december 1994 werden de eerste PlayStation videospelcomputers verkocht in Japan. Op 9 september 1995 werden ze ook in de Verenigde Staten op de markt gebracht en op 29 september 1995 in Europa.
De originele spelcomputer in de serie, de PlayStation, was de eerste spelcomputer die 100 miljoen keer verkocht werd, 9 jaar en 6 maanden na de lancering. Zijn opvolger, de PlayStation 2, werd uitgebracht in 2000. De PlayStation 2 werd de bestverkochte spelcomputer in de geschiedenis, met meer dan 155 miljoen exemplaren verkocht sinds 28 december 2012. Sony's volgende spelcomputer, de PlayStation 3, werd uitgebracht in 2006 en werd meer dan 80 miljoen spelcomputers wereldwijd verkocht sinds november 2013. Sony's spelcomputer, de PlayStation 4, werd uitgebracht in 2013, werd 1 miljoen keer verkocht in de eerste 24 uur, en werd de snelst verkopende spelcomputer in de geschiedenis. De PlayStation 5 werd gelanceerd in 2022 en eind 2023 waren er 50 miljoen exemplaren verkocht.
De eerste draagbare spelcomputer in de PlayStation-serie (genaamd de PlayStation Portable, of PSP), verkocht een totaal van 80 miljoen exemplaren wereldwijd sinds november 2013. Zijn opvolger, de PlayStation Vita, die in Japan op 17 december 2011 lanceerde en in de meeste andere belangrijke gebieden in februari 2012, had meer dan 4 miljoen verkochte exemplaren sinds januari 2013. PlayStation TV is een micro spelcomputer en een niet draagbare variant van de PlayStation Vita draagbare spelcomputer. Andere hardware uitgebracht als onderdeel van de PlayStation-serie omvat de PSX, een digitale videorecorder die is geïntegreerd met de PlayStation en PlayStation 2, hoewel het een korte bestaan heeft gehad door de hoge prijs en werd nooit buiten Japan uitgebracht, evenals een Sony Bravia televisietoestel dat een geïntegreerde PlayStation 2 heeft. De belangrijkste serie controllers gebruikt door de PlayStation-serie is de DualShock, dat is een lijn van vibratie feedback, gamepad waarvan 28 miljoen controllers werden verkocht sinds 28 juni 2008.
Het PlayStation Network is een online dienst met meer dan 103 miljoen actieve gebruikers wereldwijd (sinds december 2019). Het bestaat uit een virtuele online markt, de PlayStation Store, waarbij je computerspellen en verschillende vormen van multimedia kunt kopen en downloaden, een abonnementsdienst bekend als PlayStation Plus en een sociale online netwerkdienst genaamd PlayStation Home, die meer dan 41 miljoen gebruikers wereldwijd had ten tijde van de sluiting in maart 2015. PlayStation Mobile (voorheen PlayStation Suite) was een software-ontwikkelomgeving die PlayStation-content op mobiele apparaten aanbood. Versie 1.xx ondersteunt zowel PlayStation Vita, PlayStation TV en bepaalde apparaten die het Android besturingssysteem draaien, terwijl versie 2.00 uitgebracht in 2014 zich alleen ging richten op PlayStation Vita en (optioneel) PlayStation TV.
PlayStation-producten van de zevende generatie maken gebruik van de XrossMediaBar, een bepaald soort grafische gebruikersomgeving. Een nieuwe touchscreen-gebaseerde gebruikersomgeving genaamd LiveArea werd gelanceerd voor de PlayStation Vita, die sociale netwerk elementen in de gebruikersomgeving intrigeerde. Bovendien ondersteunde PlayStation 2 en de originele PlayStation 3 ook Linux-gebaseerde besturingssystemen, maar dit is inmiddels stopgezet. De serie is ook bekend om zijn vele marketingcampagnes, waarvan de meest recente "This Is For The Players" in Europa en "Greatness Awaits" in de Verenigde Staten.
De serie heeft ook een sterke opstelling aan first-party titels als gevolg van SIE Worldwide Studios, een groep van vijftien first-party ontwikkelaars van Sony Interactive Entertainment die is gewijd aan de ontwikkeling van first-party computerspellen voor de serie. Daarnaast is de serie voorzien van diverse opnieuw uitgebrachte budgettitels van Sony met verschillende namen voor elke regio; deze omvatten "Greatest Hits", "Platinum", "Essentials", "Favoritos" en "The Best" reeksen van titels.

## Geschiedenis

### Oorsprong

Originele PS logo.

PlayStation was het geesteskind van Ken Kutaragi, een Sony-bestuurder die begin jaren 90 net klaar was met het beheer van een van de technische hardwareafdelingen en later zou worden omschreven als "de vader van de PlayStation".
De oorsprong van de spelcomputer gaat terug naar 1988, waar het oorspronkelijk een gezamenlijk project van Nintendo en Sony was om een cd-rom voor de Super Famicom te maken. Hoewel Nintendo het bestaan van de Sony-deal in maart 1991 ontkende, onthulde Sony een Super Famicom met een ingebouwde cd-rom station, die gebruik maakte van Green Book-technologie of CD-i, genaamd "Play Station" (ook bekend als SNES-CD) op de Consumer Electronics Show in juni 1991. Echter een dag na de aankondiging op de CES, kondigde Nintendo aan dat het de deal met Sony zou verbreken en in plaats daarvan met Philips in zee te gaan met behulp van dezelfde technologie. De deal werd verbroken door Nintendo nadat ze niet in staat bleek om tot een akkoord te komen hoe de opbrengsten zouden worden verdeeld tussen de twee bedrijven. Na het verbreken van het partnerschap regeerde een woedende Sony president Norio Ohga, door de aanstelling van Kutaragi met de verantwoordelijkheid voor de ontwikkeling van het PlayStation-project om te concurreren met Nintendo.
Op dat moment waren de onderhandelingen nog steeds aan de gang tussen Nintendo en Sony, Nintendo bood Sony een "niet-gaming rol" met betrekking tot hun nieuwe samenwerking met Philips. Dit voorstel werd snel verworpen door Kutaragi, die werd geconfronteerd met toenemende kritiek vanuit Sony over zijn werkzaamheden met betrekking tot het betreden van de computerspelindustrie. De onderhandelingen eindigden officieel in mei 1992 en om het lot van het PlayStation-project te beslissen, werd er een bijeenkomst gehouden in juni 1992, bestaande uit Sony president Ohga, PlayStation-hoofd Kutaragi en verscheidene hooggeplaatste leden van het Sony bestuur. Tijdens de vergadering onthulde Kutaragi een eigen cd-rom-gebaseerd systeem en computerspellen met 3D-computergraphics aan de raad. Uiteindelijk heeft Sony president Ohga besloten om het project te behouden nadat hij er door Kutaragi aan herinnerd werd hoe hij werd vernederd door Nintendo. Toch was er een sterke tegenstand van een meerderheid op de vergadering, evenals wijdverspreide interne oppositie tegen het project door de oudere generatie van Sony-bestuurders, Kutaragi en zijn team moest worden verplaatst van Sony's hoofdkantoor naar Sony Music, een volledig gescheiden financiële entiteit, eigendom van Sony, om zo het project en de relatie met Philips voor het MMCD-ontwikkelingsproject (wat leidde tot de creatie van de dvd) te behouden.
Volgens SCE-producent Ryoji Akagawa en voorzitter Shigeo Maruyama, was er onzekerheid over de vraag of de spelcomputer zich moest richten op 2D sprite graphics of 3D-polygon graphics. Het was pas na het succes van Sega's Virtua Fighter in de Japanse arcades dat "de richting van de PlayStation meteen duidelijk werd" en 3D-polygon graphics werden de primaire focus van de spelcomputer.

### Vorming van Sony Computer Entertainment
Bij Sony Music werkte Kutaragi nauw samen met Shigeo Maruyama, de CEO van Sony Music, en met Akira Sato om Sony Computer Entertainment, Inc. (SCEI) op 16 november 1993 op te richten. Een bouwsteen van SCEI was het partnerschap met Sony Music, dat SCEI hielp met creatief talent te werven voor het bedrijf, evenals SCEI te helpen in de productie, marketing en productie van cd's, iets wat Sony Music met muziek cd's deed. De laatste twee belangrijke leden van SCEI waren Terry Tokunaka, de president van SCEI vanuit Sony's hoofdkantoor, en Olaf Olafsson. Olafsson was CEO en president van de vestiging van Sony Interactive Entertainment in New York, wat het moederbedrijf van het in 1994 opgerichte Sony Computer Entertainment America (SCEA) was.
Het PlayStation-project, SCEI's eerste officiële project, kreeg uiteindelijk groen licht van het Sony bestuur in 1993, na een aantal jaar in ontwikkeling te zijn geweest. In 1993 werd ook Phil Harrison (die later president van SIE Worldwide Studios zou worden) gerekruteerd door SCEI om ontwikkelaars en uitgevers te werven om computerspellen voor hun nieuwe PlayStation platform te produceren.
Na een demonstratie van Sony's distributieplan, evenals tech demo's van de nieuwe spelcomputer aan uitgevers en ontwikkelaars in een hotel in Tokio in 1994, begon PlayStation een groot aantal ontwikkelaars te benaderen. Twee van hen werden later belangrijke partners, Electronic Arts in het Westen en Namco in Japan. Een van de factoren die ontwikkelaars aantrok naar het platform was het gebruik van een op cd-rom gebaseerde spelcomputer, geschikt voor 3D, die veel goedkoper en makkelijker te produceren was in vergelijking met concurrent Nintendo, die nog gebruikmaakte van spelcartridges. Het project werd uiteindelijk uitgebracht op de Japanse markt in december 1994 en verkocht massaal, mede als gevolg van de lagere prijs dan die van zijn concurrent, de Sega Saturn. De populariteit van de spelcomputer verspreidde zich wereldwijd na het uitbrengen in Noord-Amerika en Europa.

## Spelcomputers

### PlayStation
De originele PlayStation, uitgebracht op 3 december 1994, was de eerste spelcomputer van de PlayStation-serie. Met verschillende opvolgers en upgrade spelcomputers, waaronder de Net Yaroze (een speciale zwarte PlayStation met de mogelijkheden tot het programmeren van PlayStation-spellen en applicaties), "PSone" (een kleinere versie van het origineel) en de PocketStation (een handheld die PlayStation-spellen verbetert en ook fungeert als een memory card). Het was onderdeel van de vijfde generatie spelcomputers, in concurrentie met de Sega Saturn en de Nintendo 64. In december 2003 waren van de PlayStation en PSone in totaal van 102,49 miljoen stuks verscheept,, waarmee het uiteindelijk de eerste spelcomputer was die de grens van 100 miljoen verkopen passeerde.

#### PSone
Uitgebracht op 7 juli 2000, gelijktijdig met zijn opvolger de PlayStation 2, was de PSone een aanzienlijke kleinere, vernieuwde versie van de originele PlayStation-spelcomputer. De PSone verkocht meer dan elke andere spelcomputer, inclusief zijn opvolger, gedurende de rest van het jaar. Het kenmerkte twee belangrijke wijzigingen ten opzichte van zijn voorganger, de eerste is een cosmetische verandering van de spelcomputer en de tweede is het hoofdmenu (grafische gebruikersomgeving); een variant van het hoofdmenu dat eerder gebruikt werd op de PAL spelcomputers.

### PlayStation 2

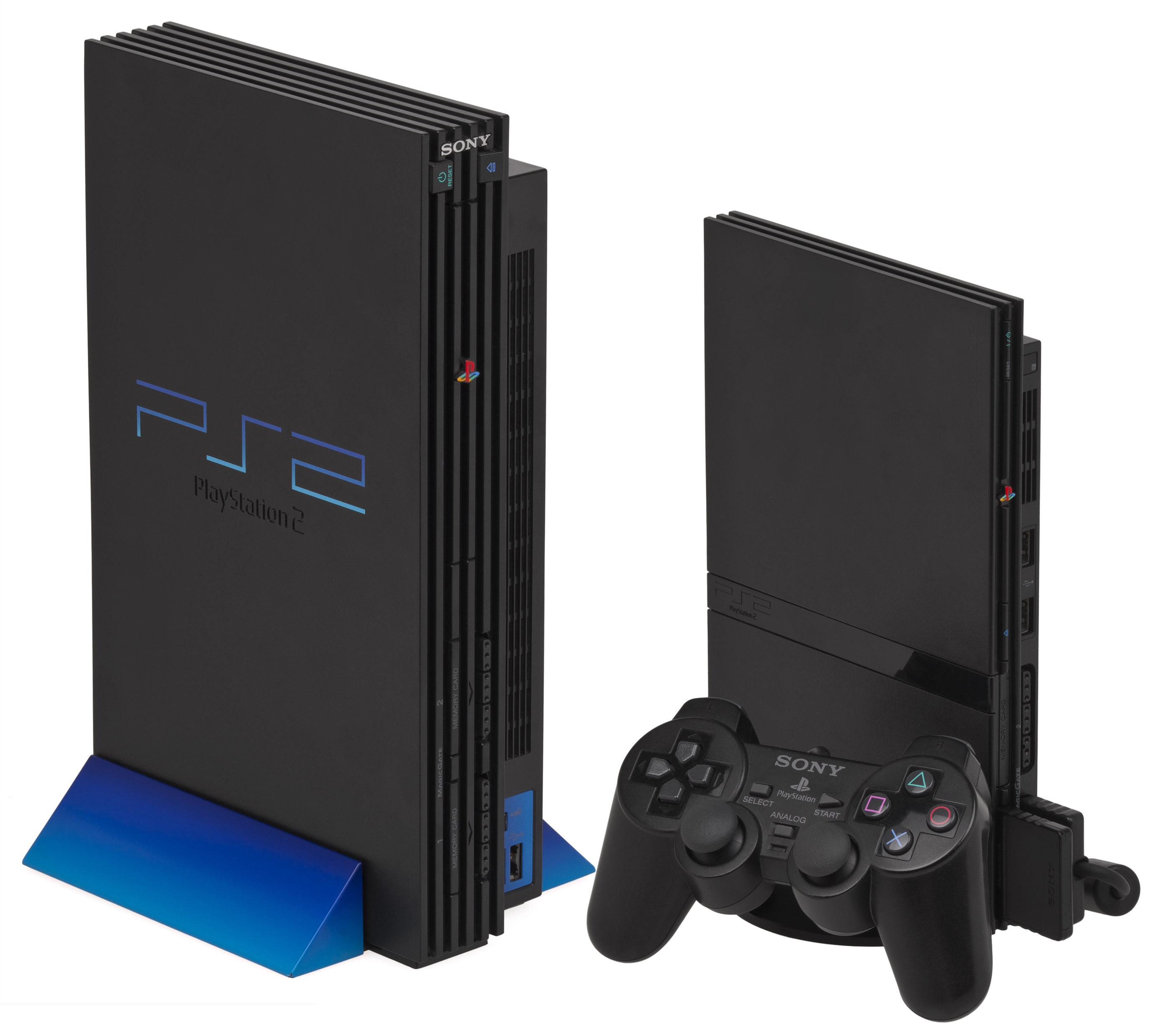
De originele PlayStation 2 (links) en de slimline PlayStation 2 met 8 MB Memory Card en DualShock 2 controller (rechts).

Uitgebracht in 2000, 15 maanden na de Dreamcast en een jaar voor de andere concurrenten Xbox en Nintendo GameCube, maakt de PlayStation 2 deel uit van de zesde generatie spelcomputers, en is achterwaarts compatibel met de meeste originele PlayStation-spellen. Net als zijn voorganger heeft het een kleiner variant gekregen, en is ook uitgebracht in de PSX DVR en de Sony BRAVIA KDL22PX300 HDTV. Het is de meest succesvolle spelcomputer in de wereld, met meer dan 155 miljoen exemplaren verkocht op 28 december 2012. Op 29 november 2005 werd de PS2 de snelste verkopende spelcomputer die de 100 miljoen verscheepte exemplaren bereikte, wat behaald is binnen 5 jaar en 9 maanden na de lancering. Deze prestatie is sneller behaald dan door zijn voorganger, de PlayStation, die er "9 jaar en 6 maanden na de lancering" over deed om hetzelfde te bereiken. PlayStation 2 productie in Japan eindigde op 28 december 2012. The Guardian meldde op 4 januari 2013 dat de PS2-productie wereldwijd was afgelopen. Maar studies tonen aan dat veel mensen over de hele wereld nog steeds eigenaar zijn van een PS2, ook al wordt die niet meer gebruikt. PlayStation 2 is gerangschikt als de best verkopende spelcomputer aller tijden sinds 2015.

#### Slimline model
Uitgebracht in 2004, vier jaar na de lancering van de originele PlayStation 2, was de PlayStation 2 Slimline de eerste grote verandering aan de PlayStation 2. In vergelijking met zijn voorganger is de Slimline kleiner, dunner, stiller en heeft het ook een ingebouwde Ethernet port (in sommige markten heeft het ook een ingebouwd modem). In 2007 is Sony begonnen met het verschepen van een herziening van de Slimline, die lichter is dan de originele Slimline, samen met een lichtere voeding. In 2008 heeft Sony nog een herziening van de Slimline uitgebracht, die een gereviseerd intern ontwerp heeft, waarin de voeding in de spelcomputer zit, zoals bij de originele PlayStation 2, wat resulteert in een nog lager gewicht van de spelcomputer.

### PlayStation 3

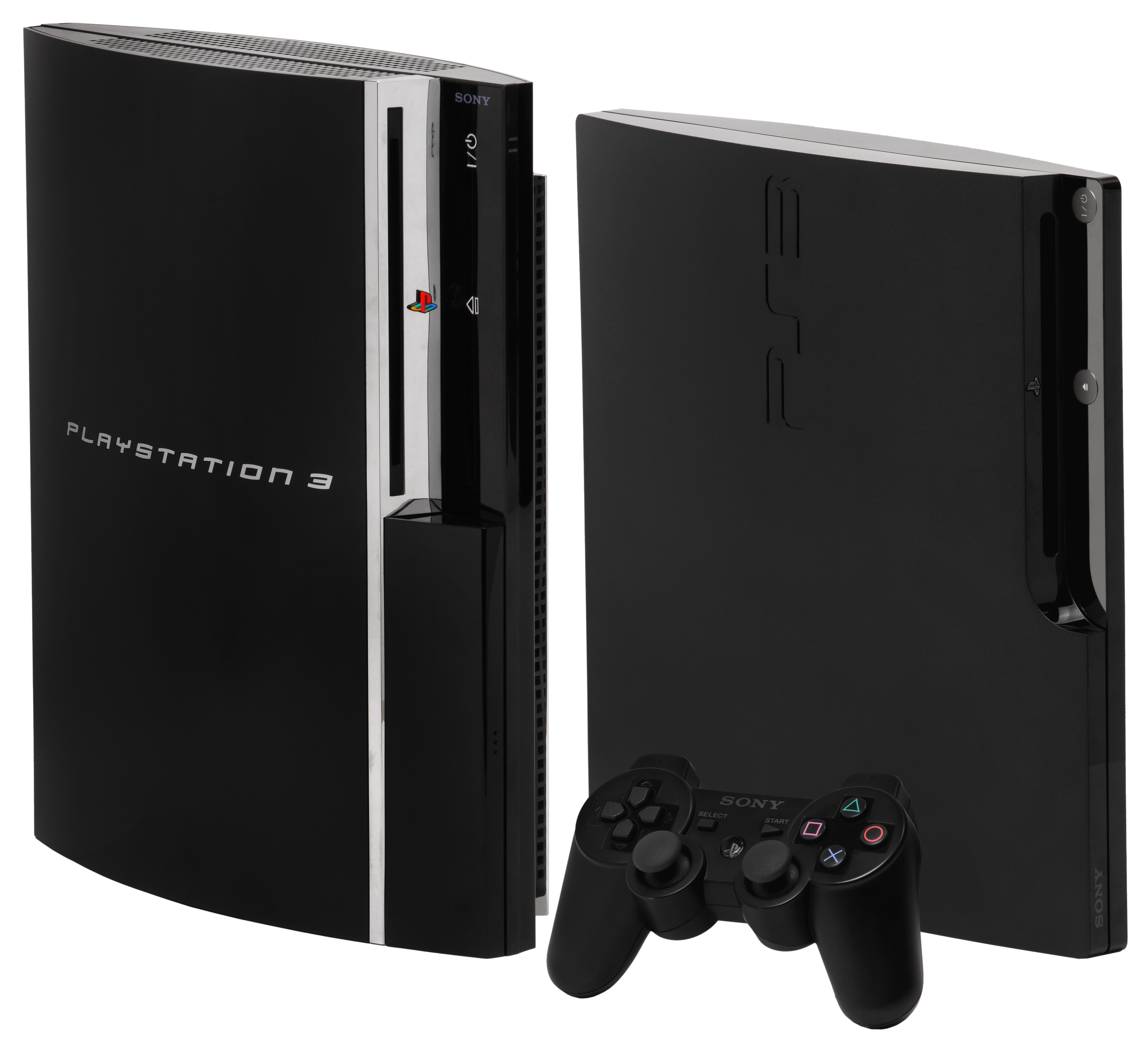
De originele (links) en de slim (rechts) PlayStation 3 met de DualShock 3 controller.

Uitgebracht op 17 november 2006 in Noord-Amerika, is de PlayStation 3 een zevende generatie spelcomputer van Sony. Het concurreert met de Xbox 360 en de Nintendo Wii. De PS3 is de eerste spelcomputer in de serie die gebruik maakt van bewegingssensor technologie via de Sixaxis draadloze controller. De spelcomputer bevat ook een Blu-raydiskspeler en is voorzien van high-definition resolutie. De PS3 werd oorspronkelijk aangeboden met een 20 GB of 60 GB harde schijf, maar in de loop der jaren is de capaciteit in stappen verhoogd tot 500 GB. Van de PlayStation 3 werden wereldwijd meer dan 80 miljoen spelcomputers verkocht. Deze mijlpaal werd bereikt in november 2013.

#### Slim model
Net als bij zijn voorgangers, werd van de PlayStation 3 "slim" model uitgebracht, namelijk in 2009. Het vernieuwde model is 32% kleiner, 36% lichter, en verbruikt 34% minder energie dan de vorige modellen. Bovendien heeft het een nieuw ontworpen koelsysteem en een kleinere Cell processor die gemaakt wordt in 45 nm. Er werden meer dan een miljoen exemplaren van verkocht binnen de eerste 3 weken van de verkoop. De PS3 Slim heeft ook ondersteuning voor CEC (beter bekend als door de fabrikant benoemde BraviaSync, VIERA Link, EasyLink en anderen) die de controle van de spelcomputer over HDMI verzorgt, met behulp van de afstandsbediening als controller. De PS3 Slim is ook stiller en koeler dan de voorgaande modellen, te danken aan de 45 nm Cell. De PS3 Slim heeft niet langer een "hoofdschakelaar" voor stroom (vergelijkbaar met de PlayStation 2 Slimline), wat wel bij de vorige PS3-modellen het geval was, waarbij die zich aan de achterkant van de spelcomputer bevond. De PS3 Slim werd officieel uitgebracht op 1 september 2009 in Noord-Amerika en Europa en op 3 september 2009 in Japan, Australië en Nieuw-Zeeland.

#### Super Slim model
In 2012 onthulde Sony een nieuwe "Super Slim" PlayStation 3. De nieuwe spelcomputer met een compleet vernieuwde buitenkant, die een schuifdeur voor de diskspeler heeft (die verplaatst is naar de bovenkant van de spelcomputer), is daarnaast ook nog eens 20% kleiner ten opzichte van het "Slim" model. De spelcomputer wordt geleverd met 12GB flash-geheugen of een 250GB, 500GB harde schijf. Meerdere bundels, die een Super Slim PS3 en een selectie aan computerspellen bevatten, zijn beschikbaar.

### PlayStation 4

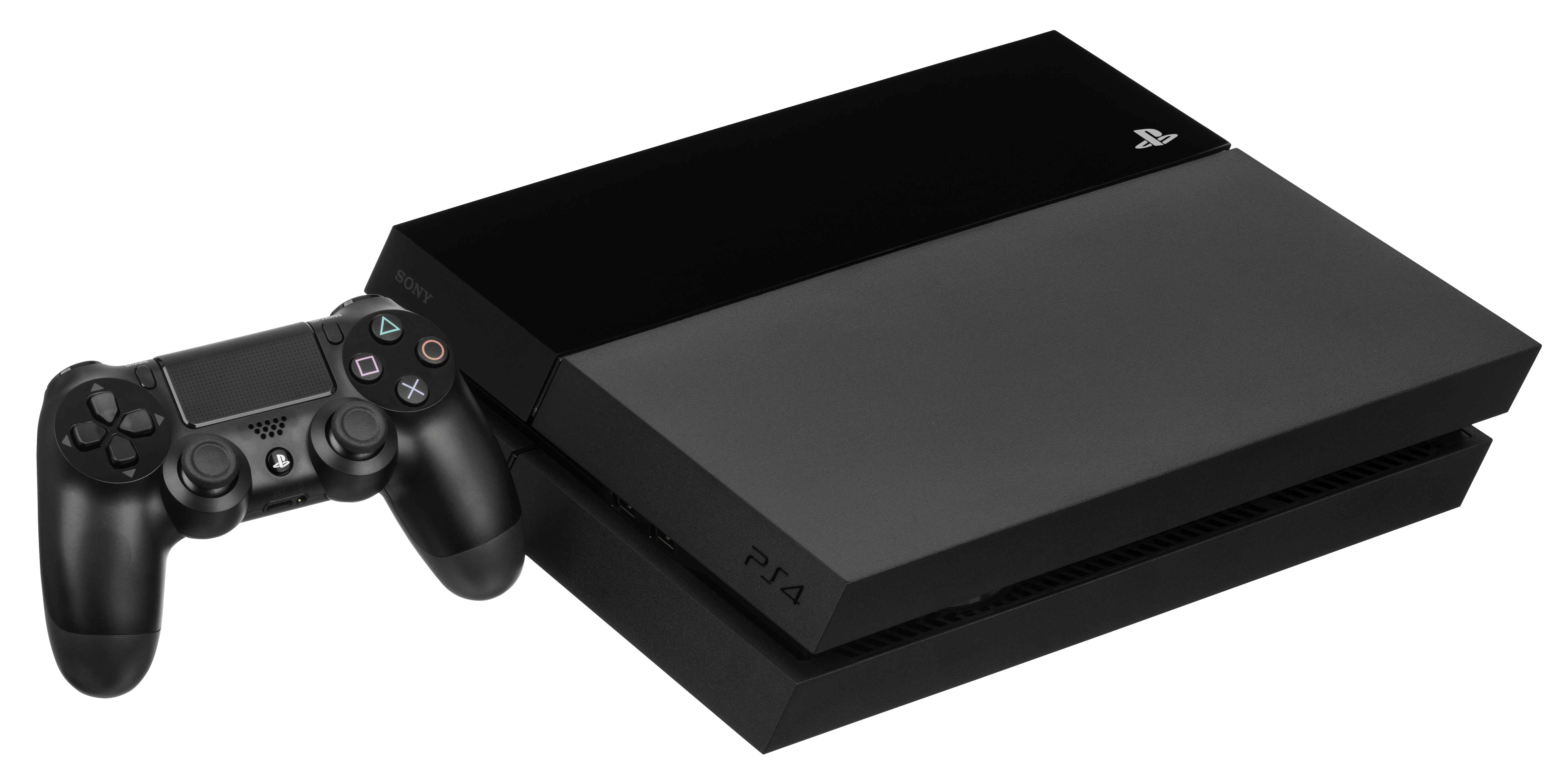
De PlayStation 4 met de DualShock 4-controller.

De PlayStation 4 (PS4), gepresenteerd tijdens een persconferentie op 20 februari 2013. Tijdens de persconferentie onthulde Sony enkele hardwarespecificaties van de nieuwe spelcomputer. De achtste generatie spelcomputer werd gelanceerd in het vierde kwartaal van 2013, en introduceerde de x86-architectuur voor de PlayStation-serie. Volgens hoofd systeemarchitect Mark Cerny begon de ontwikkeling van de PlayStation 4 al in 2008. PlayStation Europa-baas Jim Ryan benadrukte in 2011 dat Sony wilde voorkomen dat de lancering van de volgende generatie spelcomputer later dan de concurrentie was.
Bij de nieuwe toepassingen en diensten introduceerde Sony de PlayStation App, waardoor PS4 eigenaren hun smartphones en tablets in een tweede scherm kunnen veranderen om de speelervaring te verbeteren. Het bedrijf heeft ook de PlayStation Now streamingdienst uitgebracht, aangedreven door technologie van Gaikai. Door het toevoegen van een share-knop op de nieuwe controller, is het mogelijk om computerspelbeelden te streamen over het internet. Sony is van plan om zich meer te focussen op de sociale speelervaring. De PlayStation 4 werd als eerste in Noord-Amerika uitgebracht op 15 november 2013.

#### Slim model
Op 7 september 2016 kondigde Sony een hardwareherziening aan van de PlayStation 4, modelnummer CUH-2000, bekend als de PlayStation 4 Slim. Het is een herziening van de originele PS4-hardware met een gestroomlijnde vorm. Het heeft een afgerond behuizing met een matte afwerking boven op de spelcomputer, in plaats van een tweekleurige afwerking, en is 40% kleiner dan het oorspronkelijke model. De twee USB-poorten aan de voorzijde hebben een grotere afstand van elkaar en de optische audio poort is verwijderd. Hij wordt geleverd met een kleine update aan de DualShock 4 controller, met de lichtbalk zichtbaar aan de bovenkant van de touchpad. De PS4 Slim is op 15 september 2016 uitgebracht, met een model van 500 GB tegen hetzelfde prijspunt als de originele PS4 model. Op 18 april 2017 kondigde Sony aan dat het model van 500 GB zou vervangen worden door een 1 TB-model tegen hetzelfde prijspunt.

#### Pro model
PlayStation 4 Pro (codenaam Neo) werd op 7 september 2016 aangekondigd en op 10 november 2016 wereldwijd uitgebracht. Het modelnummer is CUH-7000. Het is een bijgewerkte versie van de PlayStation 4 met verbeterde hardware voor 4K rendering en verbeterde PlayStation VR-prestaties mogelijk te maken, inclusief een verbeterde GPU met 4,2 teraflops verwerkingscapaciteit en hardwareondersteuning voor checkerboard rendering, en een hogere CPU-klok. Computerspellen die worden verkocht als PS4 Pro Enhanced, kunnen worden geoptimaliseerd voor hogere grafische kwaliteit, resolutie of HDR ondersteuning wanneer ze worden afgespeeld op de PS4 Pro. Hoewel het in staat is om 4K-video te streamen, ondersteunt de PS4 Pro geen Ultra HD Blu-ray.
Sony adviseert een versie 2.0(a/b) HDMI-kabel te gebruiken. Een versie 1.4 kabel is niet snel genoeg om 4K (60Hz) met HDR weer te geven. Daarnaast beschikken oudere type kabels niet over HDCP 2.2.

### PlayStation 5

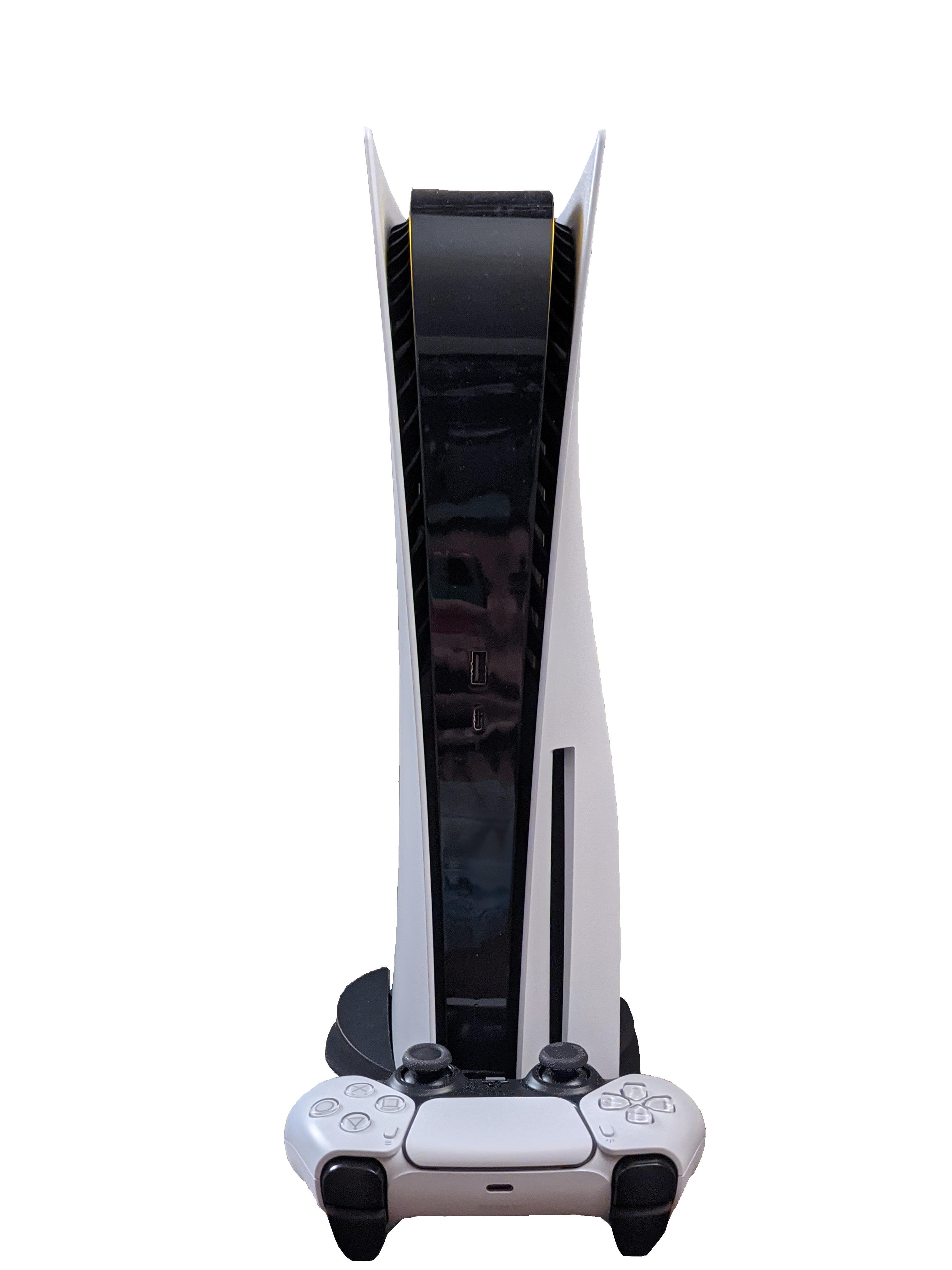
De PlayStation 5 uit 2020.

De PlayStation 5 is de nieuwste spelcomputer van Sony Interactive Entertainment, uitgebracht op 12 november 2020 in Australië, Japan, Nieuw-Zeeland, Noord-Amerika, Singapore en Zuid-Korea. Een week later was hij wereldwijd beschikbaar. Dit duurde echter niet lang want alle consoles waren op minder dan een dag wereldwijd uitverkocht. Zij die een vooruitbestelling hadden geplaatst, kregen als eerste de kans om hun exemplaar op te halen, maar bij sommige handelaars was de voorraad ook niet genoeg om aan die bestellingen te voldoen.
De spelconsole beschikt over een speciale Solid State Drive (SSD), waardoor spellen veel sneller data kunnen ophalen. De op maat gemaakte SSD in de PS5 bedraagt 825 GB opslagruimte en haalt hoge snelheden van 5,5 GB/s (ruw) en maakt hierdoor gamen in 4K op 60 fps mogelijk. Daarnaast beschikt de spelcomputer over ray tracing, waardoor lichteffecten nog realistischer worden. Deze techniek wordt bewerkstelligd door de GPU en is niet softwarematig. Bovendien maakt Sony ook gebruik van de Tempest 3D Audio engine, een engine die honderden in-game audiobronnen kan simuleren. Denk aan individuele regendruppels, in plaats van een standaard regeneffect. Sony is zelfs in staat om individuele audioprofielen te maken en is van plan om dit gedurende de levensduur van de console te doen met bijvoorbeeld audiotests. 3D audio wordt eerst uitgerold naar koptelefoons.
De DualSense is de controller voor de PS5. De nieuwe controller is iets groter geworden dan voorgaande modellen. Daarnaast is de controller voorzien van reliëf, voor meer grip. Verder keert het touchpad terug, al is dat met een iets andere vorm, en opnieuw dient hij als aanraakvlak en als extra knop, als men hem indrukt. Ook de op de DualShock 4 geïntroduceerde Share-knop zit op de DualSense, al is hij hernoemd naar Create-knop, waaronder ruwweg dezelfde functies verstopt zitten. Ook nog steeds aanwezig: de twee joysticks, de d-pad en de actieknoppen met de kenmerkende PlayStation-figuren. Aan- en uitzetten gaat nog steeds via een knop in de vorm van een PlayStation-logo, en de controller beschikt over de mogelijkheid om geluid te laten horen via een speaker in de controller zelf. De kwaliteit daarvan is verbeterd ten opzichte van de DualShock 4-controller.

## Draagbare spelcomputers

### PlayStation Portable

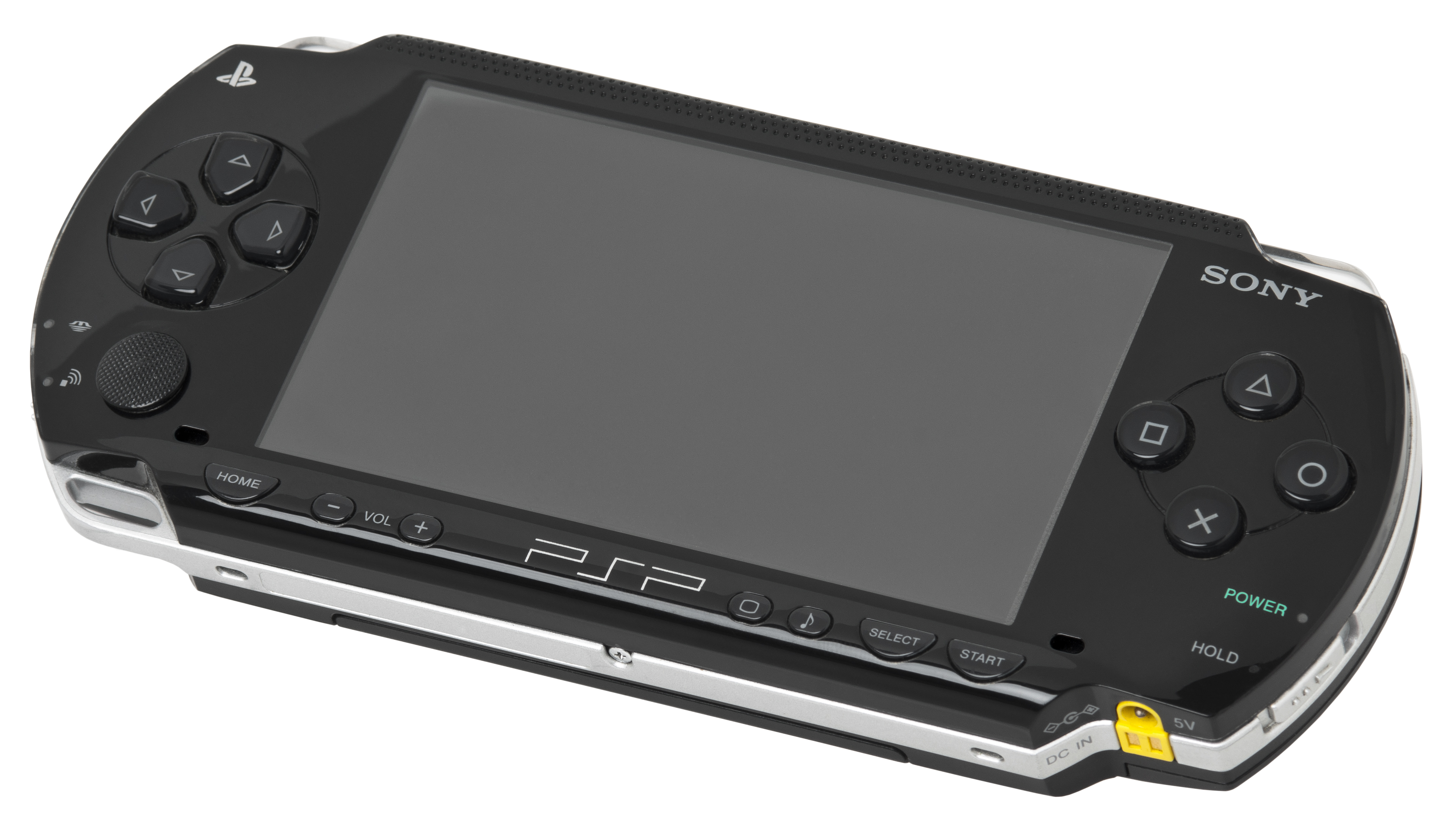
De originele PlayStation Portable (PSP-1000)

De PlayStation Portable (PSP) was Sony's eerste draagbare spelcomputer die concurreerde met de Nintendo DS. Het originele model (PSP-1000) werd uitgebracht in december 2004, maart 2005 en september 2005. De spelcomputer is de eerste die gebruik maakt van een nieuwe gepatenteerde optische opslagmedium genaamd Universal Media Disc (UMD), welke computerspellen en films kan opslaan. Het bevat 32 MB aan intern flashgeheugen, uitbreidbaar via een Memory Stick PRO Duo. Het heeft een soortgelijke controle lay-out als de PS3, met de PlayStation-logo-knop en de  ('Driehoekje'),  ('Rondje/O'),  ('Kruisje/X') en  ('Vierkantje') knoppen in het wit gekleurd.

#### PSP-2000 en PSP-3000 modellen
De PSP-2000 (ook bekend als de Slim & Lite in de PAL-regio) was de eerste grote hardwareherziening van de PlayStation Portable, uitgebracht in september 2007. De 2000-serie is 33% lichter en 19% dunner dan de originele PlayStation Portable. De capaciteit van de batterij werd ook verminderd met ⅓, maar de speeltijd bleef hetzelfde als het vorige model door het lagere energieverbruik. Oudere typen batterijen werkten ook nog en ze verlengden de speeltijd. De PSP Slim & Lite heeft een nieuwe, glanzende afwerking. De serial poort is ook aangepast voor een nieuwe video-uit-functie. Op een PSP-2000, worden PSP-spellen alleen in progressive scan modes getoond op externe monitors en tv's, zodat televisies die geen progressive scan ondersteunen geen PSP-spellen kunnen weergeven; spellen worden weergeven in progressive of interlaced modes. USB opladen werd ook mogelijk gemaakt. De knoppen zijn naar verluidt ook beter op de PSP-2000. In 2008 bracht Sony een tweede hardwareherziening, genaamd PSP-3000, die verschillende functies heeft die niet aanwezig waren bij de PSP-2000, zoals een ingebouwde microfoon en een verbeterd scherm, evenals de mogelijkheid om PSP-spellen in interlaced modes te spelen.

#### PSP Go model

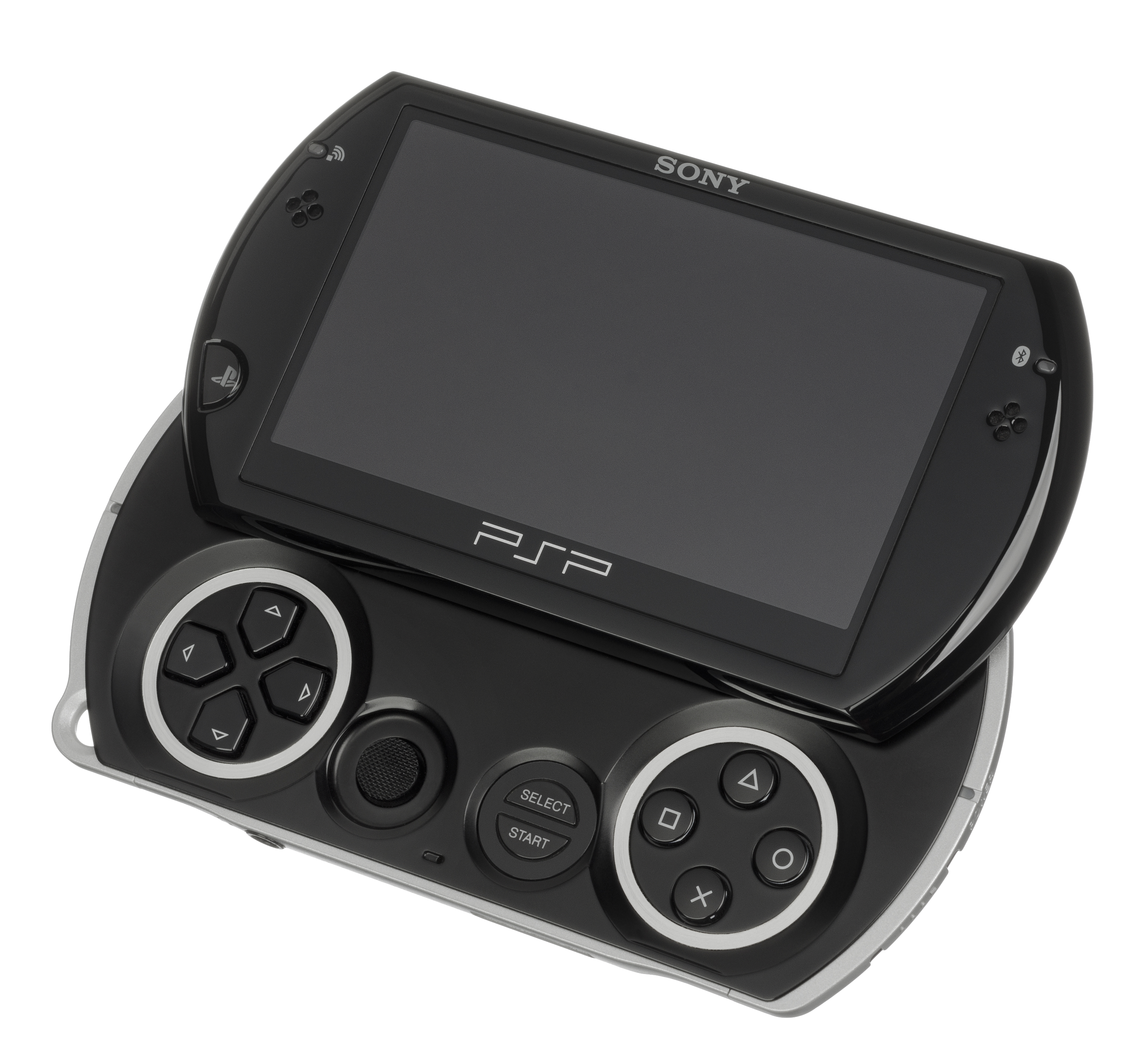
Piano Black PSP Go (open positie)

Uitgebracht in oktober 2009, is de PSP Go de grootste herziening van de PlayStation Portable. In tegenstelling tot eerdere PSP modellen is de PSP Go niet voorzien van een UMD-speler, maar in plaats daarvan heeft het 16 GB intern flashgeheugen voor het opslaan van spellen, video's en andere media. Dit kan uitgebreid worden tot 32GB met het gebruik van een Memory Stick Micro (M2). Ook in tegenstelling tot de vorige PSP modellen, kan de PSP Go's oplaadbare batterij niet worden verwijderd of vervangen worden door de gebruiker. Het apparaat is 43% lichter en 56% kleiner dan de originele PSP-1000, en 16% lichter en 35% kleiner dan de PSP-3000. Het heeft een 3,8" 480 × 272 pixels lcd (vergeleken met de grotere 4,3" 480 × 272 pixels lcd bij eerdere PSP modellen). Het scherm schuift naar boven om de belangrijkste knoppen te gebruiken. De vorm en het schuifmechanisme zijn vergelijkbaar met Sony's mylo COM-2. De PSP Go wordt geproduceerd en verkocht gelijktijdig met zijn voorganger de PSP-3000, hoewel die niet vervangen zal worden. Alle spellen op de PSP Go moet worden gekocht en gedownload via de PlayStation Store, omdat de draagbare spelcomputer niet compatibel is met de fysieke media van de originele PSP, de Universal Media Disc. De draagbare spelcomputer heeft ook connectiviteit met de PlayStation 3 controllers, de Sixaxis en DualShock 3 via een Bluetooth verbinding.

#### PSP-E1000 model
De PSP-E1000 is een budget gericht PSP-model dat in tegenstelling tot eerdere PSP-modellen niet voorzien is van Wi-Fi en stereo speakers (vervangen door een enkele mono speaker) en heeft een matte "charcoal black" afwerking vergelijkbaar met de slim PlayStation 3. De E1000 werd aangekondigd op de Gamescom 2011 en is beschikbaar in de PAL-regio voor een adviesprijs van €99,99.

### PlayStation Vita

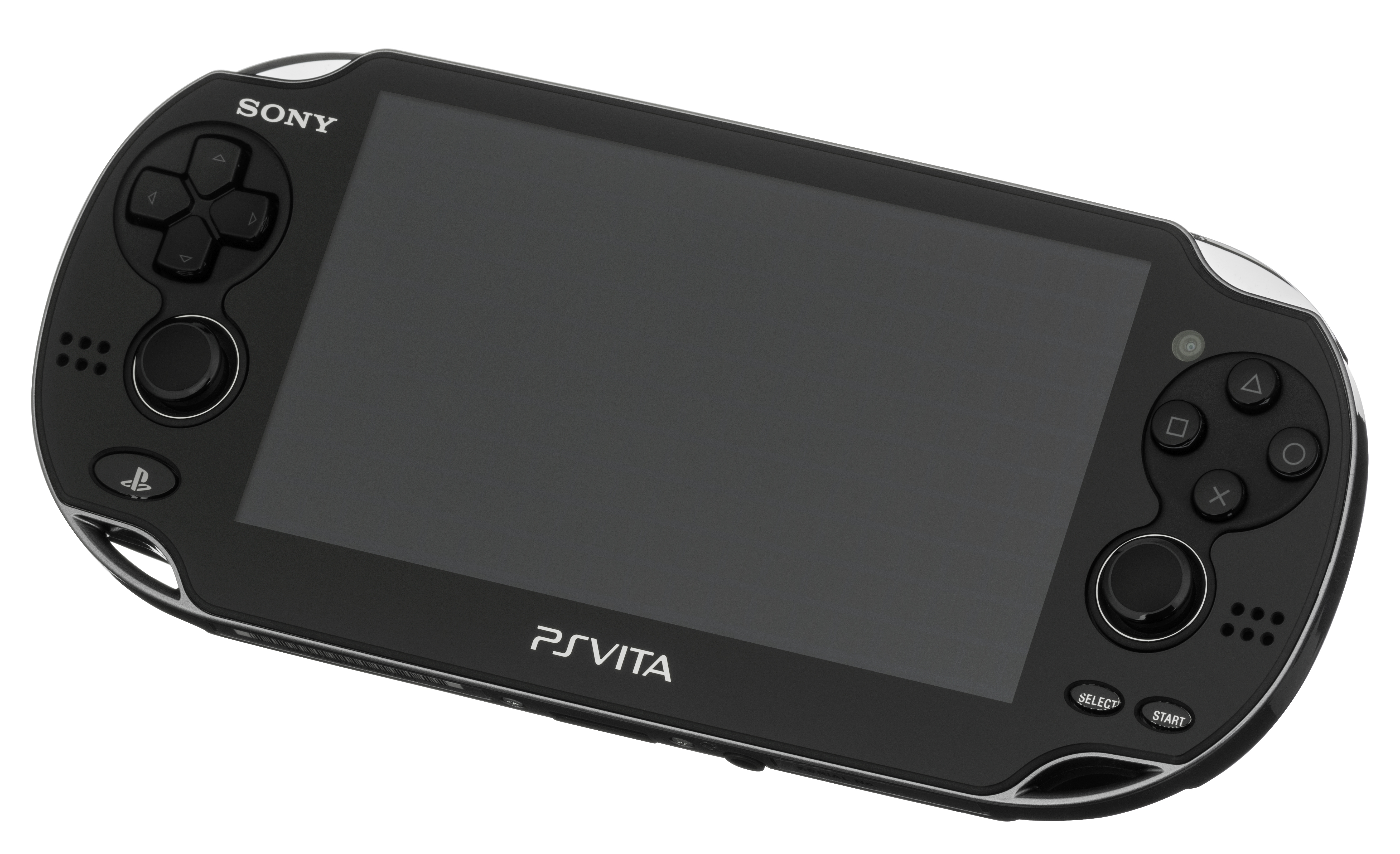
De originele PlayStation Vita (PCH-1000)

Uitgebracht in Japan op 17 december 2011 en in het westen op 22 februari 2012, hde PlayStation Vita voorheen de codenaam Next Generation Portable (NGP). Het apparaat werd officieel onthuld door Sony op 27 januari 2011 op de PlayStation Meeting 2011. Het oorspronkelijke model van de draagbare spelcomputer de PCH-1000 is voorzien van een 5-inch oled-touchscreen, twee analoge sticks, een touchpad aan de achterkant, Sixaxis motion sensing en een Quad-core ARM Cortex-A9 MPCore processor.

#### PCH-2000 model
Het nieuwe PCH-2000 model is een lichter herontwerp van het apparaat, dat werd aangekondigd op de SCEJA persconferentie in september 2013, voorafgaand aan de Tokyo Game Show. Dit model is 20% dunner en 15% lichter ten opzichte van het oorspronkelijke model, heeft een extra uur aan batterijlevensduur, een lcd-scherm in plaats van oled, is voorzien van een micro-USB-poort type B en heeft 1GB intern opslaggeheugen. Het werd uitgebracht in Japan op 10 oktober 2013 in zes kleuren: wit, zwart, roze, geel, blauw, en olijfgroen, en in Europa op 7 februari 2014.

## Overige hardware

### PSX (2003)

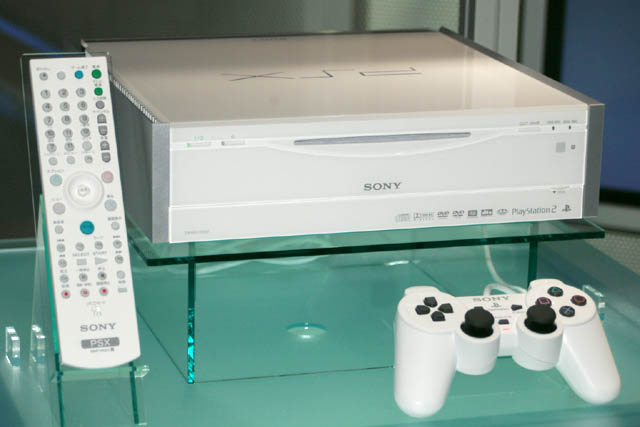
De PSX

De Sony PSX, uitsluitend uitgebracht in Japan in 2003, was een volledig geïntegreerde DVR en PlayStation 2 spelcomputer. Het was het eerste product van Sony dat gebruik maakte van de XrossMediaBar (XMB) en kan worden gekoppeld aan een PlayStation Portable om video's en muziek over te brengen via USB. Het beschikt ook over software voor video, foto en audio bewerking. PSX ondersteunt online computerspellen met behulp van een interne breedband adapter. Computerspellen die de PS2 harde schijf (bijvoorbeeld: Final Fantasy XI) gebruiken, worden ook ondersteund. Het was het eerste product uitgebracht door Sony onder het PlayStation-merk dat geen controller met het apparaat meegeleverd kreeg.

### Sony Ericsson Xperia Play

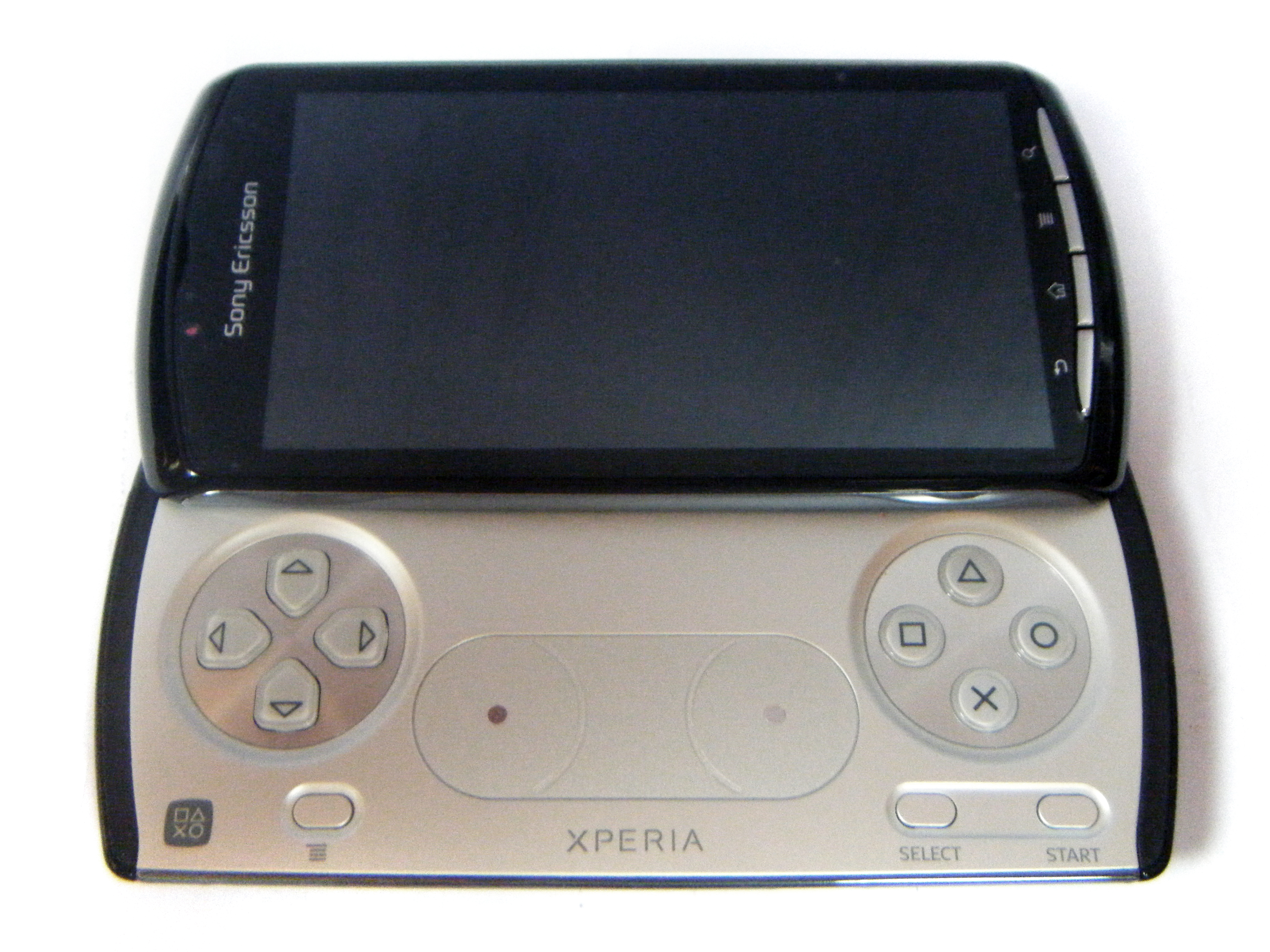
De Xperia Play

De Xperia Play is de eerste PlayStation-gecertificeerde telefoon, ontwikkeld door Sony Ericsson en is in april 2011 op de markt gebracht. Het is een Android smartphone met een schuifmechanisme dat lijkt op de PSP Go. Dankzij dit besturingssysteem is er een ontzettend grote bibliotheek aan computerspellen beschikbaar. Ook heeft Sony Ericsson een eigen markt, genaamd PlayStation Pocket, waar vooral originele PlayStation-spellen te downloaden zijn tegen een bepaald bedrag.

### PlayStation VR
PlayStation VR is een virtual reality-apparaat dat wordt geproduceerd door Sony Interactive Entertainment. Het beschikt over een 5,7 inch 1920x1080 resolutie oled-scherm,  en werkt op 120fps, dat onscherpte vermindert en produceert een vloeiend beeld; het apparaat heeft ook een lage latency van minder dan 18ms. Bovendien produceert het twee beelden, een zichtbaar op de tv en een voor de headset, en bevat het 3D audiotechnologie, zodat de speler vanuit alle hoeken geluid kan horen. De PlayStation VR werd uitgebracht op 13 oktober 2016.

## Computerspellen
Elke spelcomputer heeft verschillende computerspellen. De meeste computerspellen op de originele PlayStation zijn achterwaarts compatibel en kunnen direct worden gespeeld op de PlayStation 2, PSX en PlayStation 3. Sommige van deze computerspellen kunnen ook op de PlayStation Portable worden afgespeeld, maar ze moeten worden gekocht en gedownload uit de PlayStation Store. Computerspellen die op de PlayStation 2 werden uitgegeven kunnen alleen op de originele spelcomputer worden gespeeld, evenals de PSX en de vroege modellen van de PlayStation 3 die achterwaarts compatibel zijn. De PlayStation 3 heeft twee soorten computerspellen, die op Blu-ray Discs zijn uitgebracht en downloadbare computerspellen uit de PlayStation Store. De PlayStation Portable bestaat uit tal van computerspellen die beschikbaar zijn op zowel zijn fysieke media, de Universal Media Disc en als digitale download uit de PlayStation Store. Sommige computerspellen zijn echter alleen beschikbaar op een UMD, terwijl anderen alleen beschikbaar zijn in de PlayStation Store. De PlayStation Vita bestaat uit computerspellen die beschikbaar zijn op zowel zijn fysieke media, de PlayStation Vita kaart en als digitale download uit de PlayStation Store.

## Online diensten

### PlayStation Online
Online multiplayer op PlayStation spelcomputers startte in juli 2001 met het uitbrengen van een online dienst op de PlayStation 2 in Japan. Later in augustus 2002 werd deze uitgebracht in Noord-Amerika, gevolgd door de Europese lancering in juni 2003. Deze service werd afgesloten op 31 maart 2016.

### PlayStation Network
Uitgebracht in 2006, het PlayStation Network is een online dienst die zich richt op online multiplayer en digitale media. De service wordt geleverd door Sony Interactive Entertainment voor gebruik met de PlayStation 3, en is later geïmplementeerd op de PlayStation Portable, PlayStation Vita en PlayStation 4. De dienst heeft momenteel 103 miljoen actieve gebruikers wereldwijd (vanaf december 2019).